# Alpjättevädd
Alpjättevädd (Cephalaria alpina) är en ört med ljusgula blommor, som blommar från juli till augusti.